# Can Domènec (el Papiol)
Can Domènec és una masia del Papiol inclosa en l'Inventari del Patrimoni Arquitectònic de Catalunya.

## Descripció
És un edifici aïllat de planta rectangular i envoltat per una tanca. Consta de planta baixa, dos pisos i una coberta plana amb terrat. L'accés principal està resolt en arc de carpanell rebaixat. Totes les obertures són resoltes amb llinda. Hi trobem diversitats decoratives: filigrana en picat, una greca de petits motius florals i un rellotge de sol. El rellotge de sol té un emmarcament quadrat en el que s'inscriu la data al registre inferior (1868) i en als altres tres costats hi ha una frase: "Les hores fugen - de pressa fugen - i no tornen més."

## Història
Aquest edifici va ser construït a finals del s. XV o principis del s. XVI i l'interior conserva restes de l'època. La inscripció del rellotge de sol (1868) assenyala la data en què varen tenir lloc les reformes de l'edifici, quedant tal com el veiem ara. L'estucat i l'ornamentació de la façana són d'aquesta època. El 1909 es va envoltar el recinte amb una gran tanca, però fins al moment passava el camí per davant de la casa.
Actualment hi ha una hípica.